# Manduria
Manduria – miejscowość i gmina we Włoszech, w regionie Apulia, w prowincji Tarent.
Według danych na rok 2004 gminę zamieszkiwały 30 864 osoby, 173,4 os./km².